# میلیانیکو
میلیانیکو (به ایتالیایی: Miglianico) یک کومونه در ایتالیا است که در استان کییتی واقع شده‌است.

## خصوصیات
میلیانیکو ۲۲ کیلومترمربع مساحت و ۴٬۵۲۹ نفر جمعیت دارد و ۱۳۶ متر بالاتر از سطح دریا واقع شده‌است.